# Molly Adair
Molly Adair (24 de março de 1905 – 9 de setembro de 1990) foi uma atriz britânica de cinema e teatro. Ela foi a mãe da atriz Jill Adams.

## Filmografia selecionada
- Stella (1921)
- The Beryl Coronet (1921)
- Sinister Street (1922)
- Married to a Mormon (1922)